# 藤原書店
株式会社藤原書店（ふじわらしょてん）は、日本の出版社。主に歴史学・経済学・社会学・女性学など、社会科学全般の専門書や教養書の出版を行う。所在地は東京都新宿区早稲田鶴巻町523番地。

## 概要
1989年11月、出版社「新評論」の編集者であった藤原良雄が新宿区市谷柳町にて設立。翌1990年3月より出版事業を開始。1999年6月、早稲田鶴巻町の現事務所へ移転。
1991年から1995年にかけて、フェルナン・ブローデル『地中海』（全5巻）を出版。研究者の間で翻訳が待望されていた大著であり、創業まもない版元であったことも含め、出版界・学術界・読書界で大きな反響を呼んだ。
藤原良雄は「後藤新平の会」「野間宏の会」の幹事に名を連ねている。また、河上肇の業績を称える「東京河上会」の幹事でもあり、藤原書店では2005年から河上肇賞を主催していたが、2021年の募集をもって最終回となった。
2002年に一般読者向けの「藤原書店ブッククラブ」が発足した。
2020年時点で社員10人、「少部数、高価格」を戦略としている。また書店に対しては、新刊の委託配本を行わないことで書店員からの積極的な発注を促している。

## 受賞歴
2007年、鶴見祐輔著・一海知義校訂『〈決定版〉正伝 後藤新平』（全8分冊）を完結し、毎日出版文化賞を受賞。
2018年、アカデミー・フランセーズから文学顕揚賞を受賞した。
2021年、井上靖記念文化賞特別賞を受賞。

## 主な発行物

### 雑誌
- 学芸総合誌・季刊『環』（かん）[12]
2000年4月創刊。「新しい時代に向けてトータルな知の総合を企図する学芸総合誌」と銘打ち、「歴史・環境・文明」のサブタイトルを冠する。判型は菊大判、平均320ページ。本体価格2,200円～3,960円。
2015年5月、Vol.61をもって第1期終刊。 以降は不定期刊で、別冊『環』として刊行継続、2019年5月に第25号『日本ネシア論』が刊行された。
- 『社会思想史研究：社会思想史学会年報』第26号（2002年）～継続中。（25号までは北樹出版から刊行されていた。）
- PR誌『機』

### 全集・著作集
- 『鶴見和子曼荼羅』全9巻、1997年～1999年。
- 『鶴見和子・対話まんだら』全5巻、2002年～2004年。
- 『内田義彦セレクション』全4巻、2000年～2001年。
- 『ゾラ・セレクション』全11巻、2002年～2012年。
- 『ジョルジュ・サンドセレクション』全9巻、2004年～2013年。
- 『岡部伊都子作品選』全5巻、2005年。
- 『坂本多加雄選集』全2巻、2005年。
- 『森崎和江コレクション：精神史の旅』全5巻、2008年～2009年。
- 『石牟礼道子全集・不知火』全17巻＋別巻、2004年～2014年。
- 『石牟礼道子詩文コレクション』全7巻、2009年～2010年。
- 『岡田英弘著作集』全8巻、2013年～2016年。
- 『竹山道雄セレクション』全5巻、2016年～2017年。
- 『多田富雄コレクション』全5巻、2017年～2018年。
- 『中村桂子コレクション：いのち愛づる生命誌』全8巻、2019年～2013年。
- 『全著作：森繁久彌コレクション』全5巻、2019年～2020年。
- 『金時鐘コレクション』全12巻、2018年～刊行中（2024年2月時点）。

### 翻訳
- バルザック『人間喜劇』（全13巻）
- バルザック『風俗研究』
- ウォーラーステイン『入門・世界システム分析』
- ウォーラーステイン『知の不確実性―「史的社会科学」への誘い』
- ブルデュー『ディスタンクシオン』
- ブローデル『地中海』（全5巻）
- トッド『世界の多様性 家族構造と近代性』
- トッド『家族システムの起源』（上下巻）